# Војна академија Ворошилов
Војна академија „Климент Јефремович Ворошилов“ (рус. Военная академия Генерального штаба Вооружённых Сил СССР имени К. Е. Ворошилова) је била највиша војна академија у Совјетском Савезу, од 1936. до 1991. године.

## Историјат
Војна академија „Ворошилов“ је основана 1. новембра 1936. године у Москви. Основао је маршал Леонид Говоров, а од 1941. године је носила име по маршалу Клименту Ворошилову. Ова академија је била најпрестижнија совјетска војна академија и на њој су школовани само виши официри (потпуковници и пуковници), који су претходно завршили редовоно војно школовање. Школовање на овој академији је трајало две године, а након тога, полазници академије су добијали чин генерал-мајора. 
Академија је током свог постојања, више пута мењала називе:
- Генералштабна академија (рус. Академия Генерального штаба) — од 1936. до 1941.
- Генералштабна академија „Ворошилов“ — од 1941. до 1942.
- Виша војна академија „Ворошилов“ — од 1942. до 1958.
- Генералштабна војна академија оружаних снага СССР (рус. Военная академия Генерального штаба Вооружённых Сил СССР) — од 1958. до 1969.
- Генералштабна војна академија оружаних снага СССР „Ворошилов“ — од 1969. до 1992.

Године 1992. Генералштабна војна академија оружаних снага СССР „Ворошилов“ је постала Генералштабна војна академија оружаних снага Руске федерације (рус. Военная академия Генерального штаба Вооружённых Сил Российской Федерации).

## Генерали ЈНА који су се школовали на Академији
У периоду од 1944. до 1948. године на Војној академији „Ворошилов“ школовали су се познати југословенски генерали:
- Генерал-пуковник Владо Бајић
- Генерал-пуковник Анте Банина
- Генерал-пуковник Раде Булат
- Генерал-пуковник Радован Вукановић
- Генерал-пуковник Љубо Вучковић
- Генерал-пуковник Пеко Дапчевић
- Генерал-пуковник Ђоко Јованић
- Генерал-пуковник Арсо Јовановић
- Генерал-пуковник Саво Јоксимовић
- Генерал-пуковник Душан Кведер
- Генерал-пуковник Перо Косорић
- Генерал-пуковник Милан Купрешанин
- Генерал-пуковник Данило Лекић Шпанац
- Генерал-пуковник Петар Матић Дуле
- Генерал-пуковник Милутин Морача
- Генерал-пуковник Драгољуб Петровић Раде
- Генерал-пуковник Стане Поточар
- Генерал-пуковник Јанко Секирник
- Генерал-пуковник Ратко Софијанић
- Генерал-пуковник Војо Тодоровић
- Генерал-пуковник Рудолф Хриберник
- Генерал-потпуковник Милан Антончић Велебит
- Генерал-потпуковник Глигорије Мандић
- Генерал-потпуковник Милојица Пантелић
- Генерал-потпуковник Славко Родић
- Генерал-потпуковник Средоје Урошевић
- Пуковник Стане Семич Даки